# Obléhání Bagdádu
Obléhání Bagdádu a následné dobytí roku 1258 Mongoly znamenalo další krok v mongolské kampani proti muslimům. Bagdád dobyli Mongolové, ale i jejich křesťanští spojenci, vedení chánem Hülegüm, vnukem Čingischána a zakladatele Ílchanátu v Persii. Dobytý Bagdád byl vydrancován a srovnán se zemí. Bagdádský chalífa byl zavražděn, což znamenalo definitivní konec sunnitského abbásovského chalífátu.

## Historie

### Předchozí události
Bagdád byl hlavním městem abbásovského chalífátu, islámského státu, jehož centrum se nacházelo v Dzezíře. Abbásovský chalífa se považoval za nejvyšší autoritu sunnitských muslimů a po vyvrácení fátimovského chalífátu s centrem v Egyptě i za hlavu šíitů. Chalífovu svrchovanost formálně uznávaly všechny muslimské státy na Předním východě.
V polovině 13. století dosahovala populace v Bagdádu přibližně jednoho milionů obyvatel a vojsko dosahovalo kolem 60 000 vojáků. Kdysi mocní Abbásovci však začali ztrácet kontrolu nad svou islámskou říší, ze které zbyla jen malá část pod kontrolou chalífátu. Ačkoliv chalífové již dávno ztratili svůj vliv na faktickou vládu, kterou drželi mamlúčtí a turečtí vezíři, zůstali chalífové významným islámským symbolem a Bagdád bohatým a kulturně vyspělým městem.

### Přípravy mongolského útoku
Mongolská vojska vedená chánem Hülegüm a jeho čínským pobočníkem Guo Kanem se vydala směrem k Bagdádu v listopadu 1257.

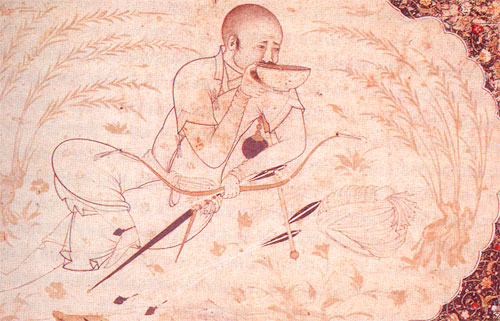
Vyobrazení chána Hülegüho

Hülegü měl k dispozici jednu z největších armád, jaké kdy Mongolové postavili. Z rozkazu chána Möngkeho, přímého pána Hülegüho, byl k jeho vojsku přiřazen každý desátý bojeschopný muž z celé Mongolské říše. Vojsko bylo posíleno o kontingenty z křesťanských zemí, které s Mongoly aktivně spolupracovaly proti muslimům. Přítomni byli vojáci z Gruzínského království, hlavně Arméni a Gruzínci, kteří měli na dobytí Bagdádu aktivní podíl. Podíleli se rovněž Arméni z Kilíkie, franští křižáci z Antiochijského knížectví a 1 000 čínských odborníků na obléhání a další turečtí, perští a kazašští vojáci.

### Obléhání

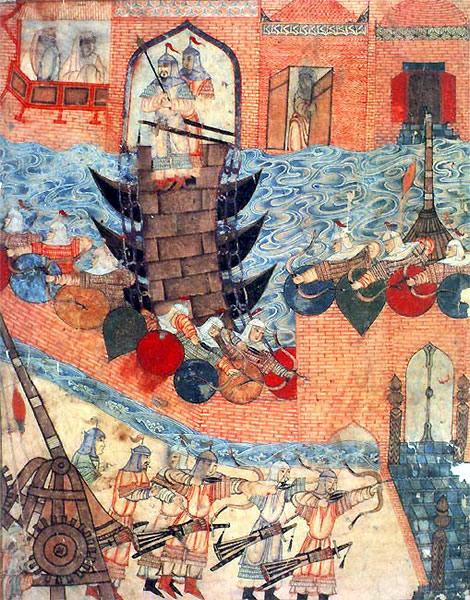
Mongolové obléhají Bagdád, ilustrace z roku 1303

Když Mongolové a jejich spojenci vpadli do oblasti severní Džezíry, Hülegü nabídl chalífovi kapitulaci. Ten však odmítl a Mongoly varoval, že budou čelit hněvu Alláhovu, zaútočí-li na něj. Chalífa al-Musta'sim se na obléhání nijak zvlášť nepřipravoval a jeho arogance Hülegüho popudila. Mongolové se tak rozhodli pro boj. Nejprve vytáhli proti mocné ší'itské sektě asasínů, které porazili a rozbili tak mýtus o jejich neporazitelnosti. Jejich horskou pevnost Alamút Hülegü dobyl bez boje.
Když Mongolové dorazili k Bagdádu, Hülegü rozdělil své síly, aby ohrožovaly město z obou stran, východního i západního břehu Tigridu. Chalífova armáda zaútočila od západu a zpočátku se jí podařilo mongolský postup odrazit, nicméně v další bitvě byli muslimové poraženi. Útočící Mongolové zničili na Tigridu několik hrází, čímž zatopili území za chalífovou armádou, které tak odřízli ústupovou cestu do města. Část muslimské armády byla pobita, část zajata.
Druhá část armády vedená Guo Kanem na druhé straně města zatím na obranu svého tábora postavila palisádu a vykopala příkop. Čínští tesaři se následně dali do vyrábění obléhacích zařízení a katapultů. 29. ledna 1258 obléhání začalo. Bez většiny armády, která by bránila město, Mongolové dobývali hradby hladce a 5. února již ovládali celé úseky hradeb. Chalífa al-Musta'sim se v zoufalé situaci pokoušel s Mongoly vyjednávat, byl však odmítnut.
10. února bagdádská obrana kapitulovala a o tři dny později vítězové vstoupili do města. Následovalo pro Mongoly typické drancování a vraždění. Mnozí obyvatelé se pokusili na lodích uprchnout, ale byli zastaveni mongolskými vojáky a stejně jako ti, kteří ve městě zůstali, byli zabiti. Zemřít mohlo 200 000–1 000 000 lidí.

### Následné události

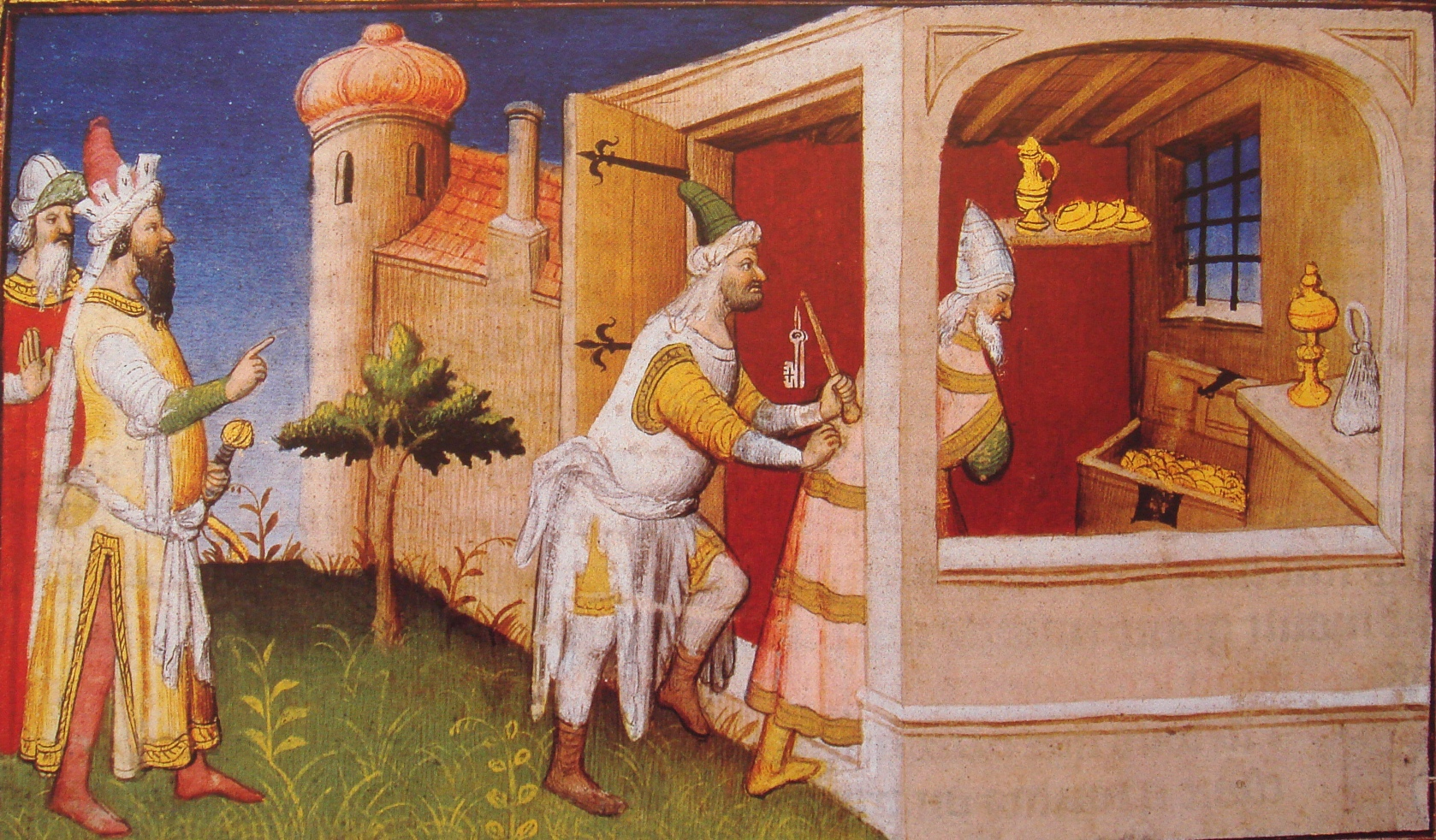
Hülegü uvěznil chalífu al-Musta'sima i s jeho poklady, 15. století

Rok po pádu Bagdádu byl Hülegü jmenován správcem Bagdádu, dolní Mezopotámie a Kurdistánu. Díky zásahu Hülegüho manželky Dokuz Chatun, která byla vyznáním nestoriánská křesťanka, byli křesťané na Mongoly dobytých územích ušetřeni. Hülegü poté nabídl chalífův palác v Bagdádu východnímu patriarchovi Mar Makkikhovi II. a nařídil v Bagdádu pro patriarchu vybudovat katedrálu.